# 北井縣
北井縣。晉置，先屬巴東郡，晉武帝泰始五年屬建平郡。南朝宋仍屬建平郡，南朝齊仍屬建平郡，北周省入大昌縣。在今重慶市巫山縣北。